# Leptospermum laevigatum
Espèce
Leptospermum laevigatum est une espèce de plantes à fleurs de la famille des Myrtaceae. C'est un arbuste buissonnant originaire de l'est de l'Australie. Résistant au sel et très dur, on le plante fréquemment sur les côtes. Il a ainsi été introduit en Australie occidentale où il est devenu une plante envahissante. Cette espèce est plantée le long de la Côte centrale de Californie aux États-Unis pour maintenir la dune.

## Liste des variétés
Selon Tropicos (1 août 2013) (Attention liste brute contenant possiblement des synonymes) :
- variété Leptospermum laevigatum var. minus Benth.

## Galerie

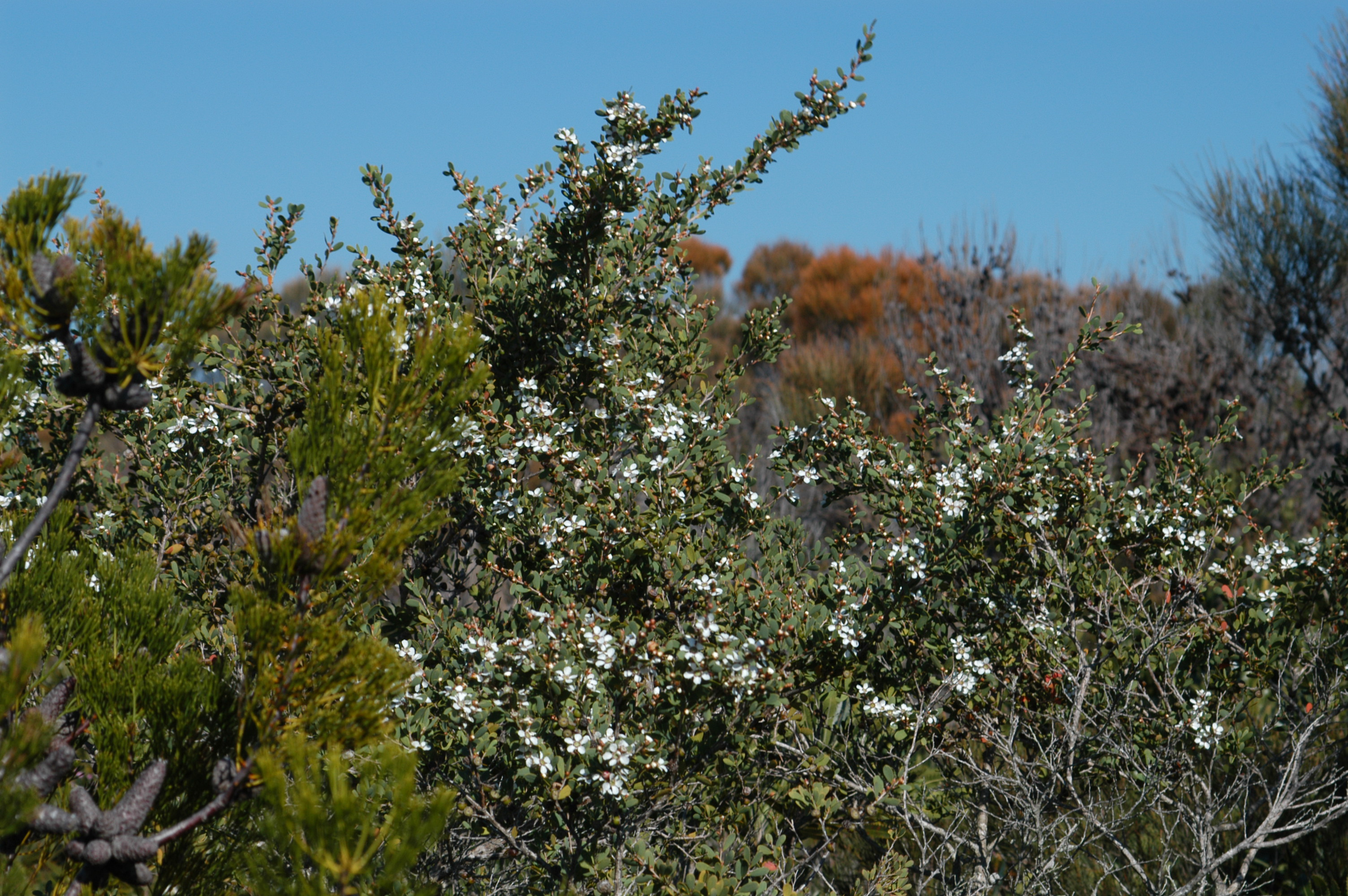
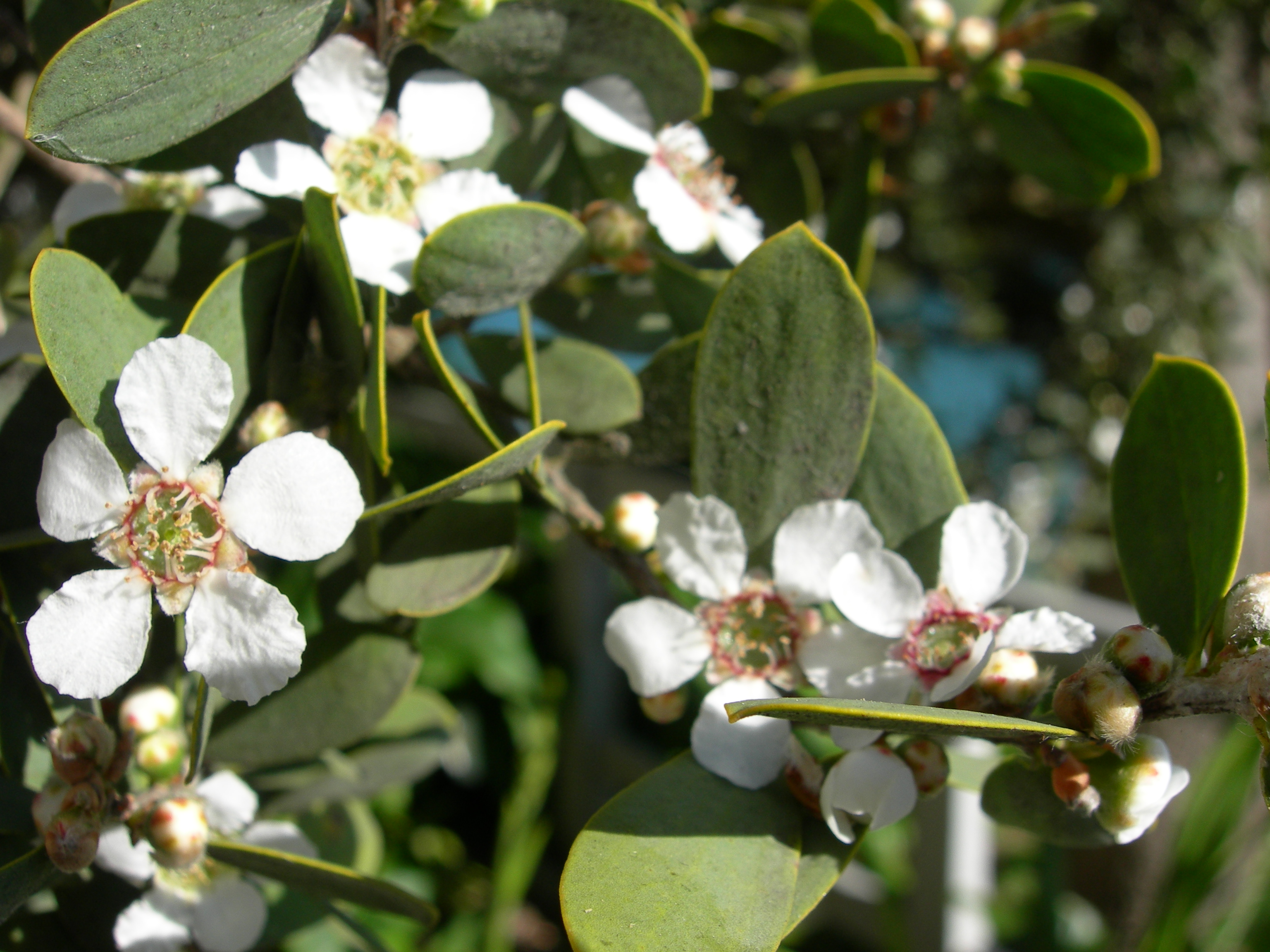
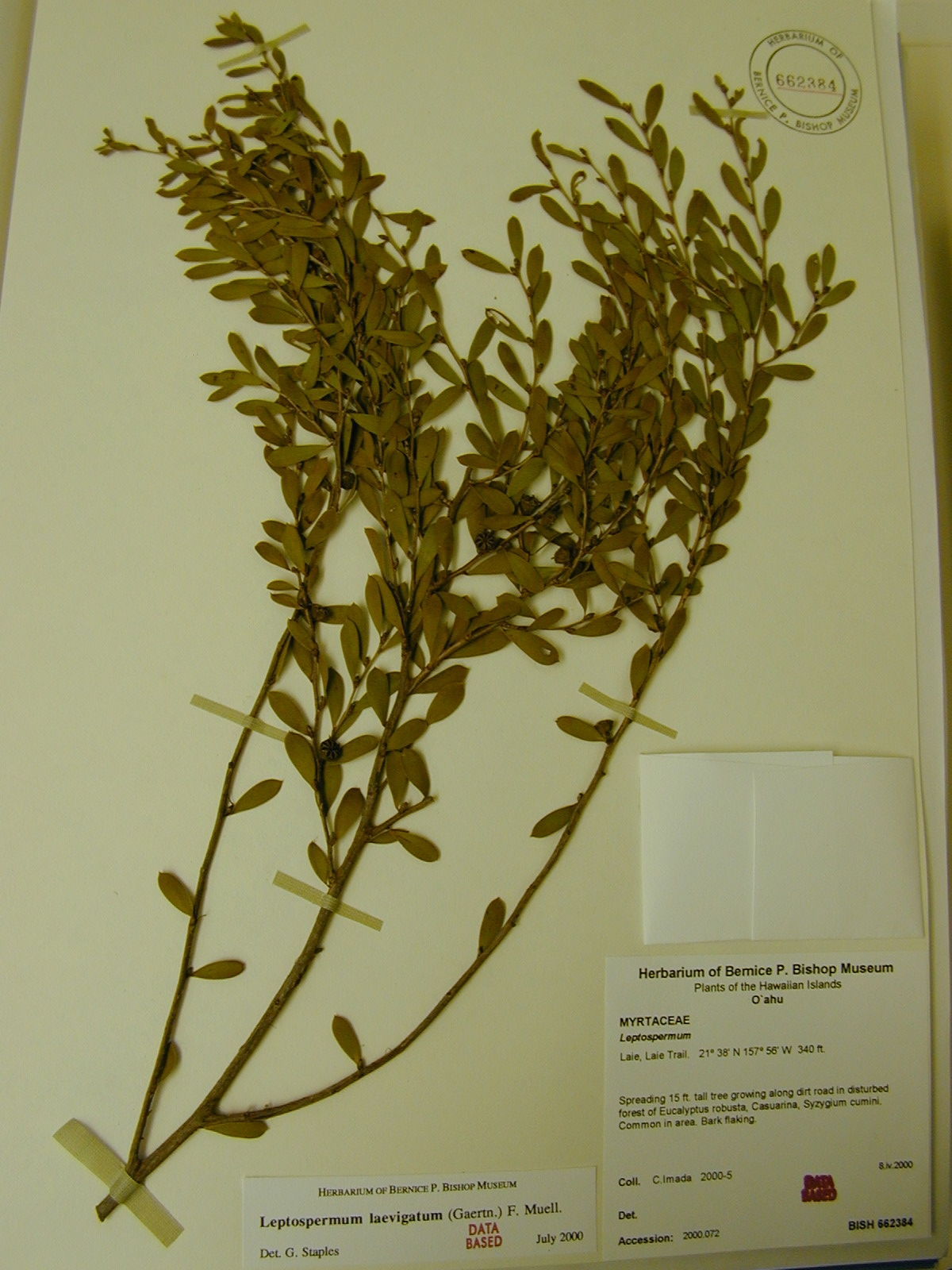
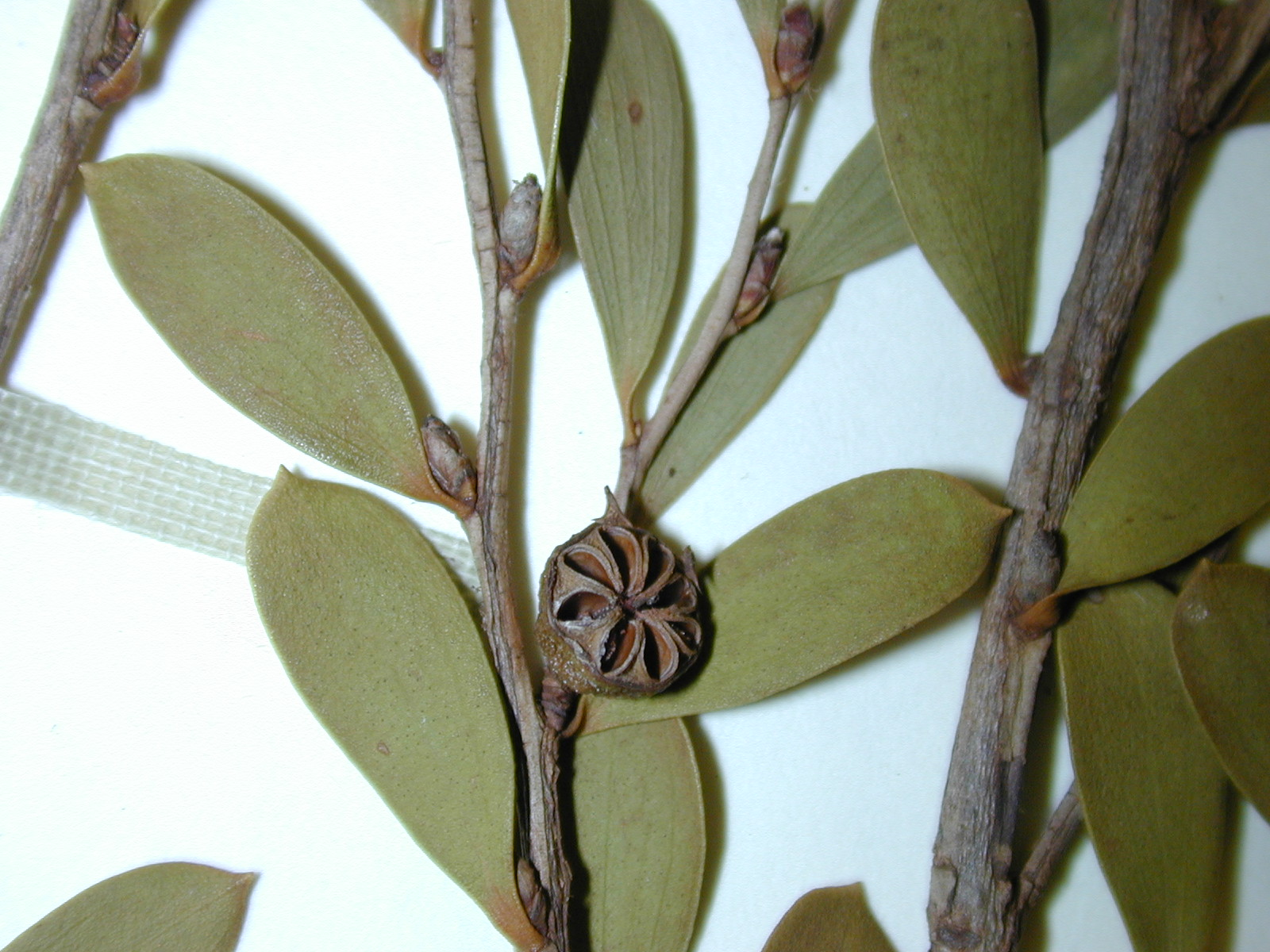